# William Dudley Pelley
William Dudley Pelley (Lynn, Massachusetts, 1890. március 12. – Noblesville, 1965. június 30.) amerikai fasiszta aktivista, újságíró, író és okkultista volt, aki arról volt ismert hogy a nagy gazdasági világválság idején és a második világháborúban Adolf Hitlert támogatta.

## Fiatalkora
Pelley Lynnben született, szegénységben nőtt fel, apja, William George Apsey Pelley, anyja, Grace volt. Apja kezdetben a Déli Metodista Egyház lelkésze volt, később vállalkozó és cipész volt. Édesapja is áttért a Jehova tanúi mozgalomba élete vége felé.

## Korai karrier
A nagyrészt saját nevelésű Pelley újságíró lett, és tiszteletet szerzett írói tehetsége miatt. Cikkei  olyan nemzeti kiadványokban jelentek meg, mint a Chicago Tribune. 1920-ban a Face in the Window, majd 1930-ban a The Continental Angle novellái O. Henry-díjat kaptak. A Metodista Centenárium felbérelte, hogy tanulmányozza a metodista küldetéseket világszerte. Szibériában csatlakozott a Vöröskereszthez, ahol a fehéroroszokat segítette az orosz polgárháborúban. Pelley ellenállása a kommunizmussal szemben nőtt, és elkezdett egyetérteni a zsidó kommunizmus összeesküvés-elmélettel. Miután 1920-ban visszatért az Egyesült Államokba, Pelley újságírás mellett regényeket is írt. Az 1920-as években novellái gyakran jelentek meg olyan magazinokban, mint az Adventure és a Short Stories, valamint más folyóiratokban is, mint a The American Magazine és a The Red Book. Hollywoodban forgatókönyvíró lett és megírta a Lon Chaney filmeket, a The Light in the Dark (1922) és a The Shock (1923) című filmeket.  Pelley kiábrándult a filmiparból, amiért a tisztességtelen bánásmódokat okolta a zsidó stúdióvezetők részéről ez megnövelte antiszemita nézeteit. 1932-ben New Yorkba, majd Ashevillebe költözött, és magazinokat és esszéket kezdett kiadni, amelyek részletezik új vallási rendszerét, a "Felszabadulási doktrínát".

## Okkultizmus
1928. májusában Pelley ismert lett, amikor azt állította, hogy három testen kívüli élménye volt, amelyek során a létezés más, testi lelkektől mentes síkokra utazott. Az első alkalom a Altadena kabinjában történt. Ezt az élményt a "My Seven Minutes in Eternity" című cikkben írta le, amely 1933-ban könyv formájában jelent meg Seven Minutes in Eternity: With the Aftermath címen. Későbbi írásaiban az élményt „hipodimenziósnak” minősítette.
A második akkor történt, amikor otthon volt Kaliforniában, és egy Ralph Waldo Emerson esszét olvasott. A harmadik Új-mexikóban történt, amikor egyedül ült egy vonatkocsiban, ismét Emersont olvasott. Azt írta, hogy az utolsó esemény során találkozott Istennel és Jézussal, aki azt utasította, hogy vállalja Amerika szellemi átalakítását.
Később azt is állította, hogy az élmények lehetővé tették számára, hogy lebegjen, átlássin a falakon, és tetszés szerint testen kívüli élményeket szerezzen. Azt is elmondta, hogy megszüntették az alkohol, a dohány és a koffein iránti vágyát, valamint meggyógyították a fizikai betegségeit, például az emésztési zavarokat.

## Politikai aktivizmus
Amikor 1929-ben a nagy gazdasági világválság sújtotta Amerikát, Pelley aktív lett a politikában. 1932-ben Ashevillebe költözött és megalapította a Galahad College-ot. A főiskola a társadalmi metafizika és a keresztény közgazdaságtan témájú levelező tanfolyamokra specializálódott. Megalapította a Galahad Presst is, amelyet különféle politikai és metafizikai magazinok, újságok és könyvek kiadására használt, amelyek közül sokat Pelley írt, azt állítva, hogy egy másik dimenzióban lévő lelkekből írta őket. A kiadó és a főiskola egy éven belül megbukott.
1933. január 30-án Adolf Hitler Németország kancellárja lett. Pelley megalapította az Silver Legiont antiszemita szervezetet, amelynek tagjai, az Ezüst Ingesek és a Keresztény Hazafiak néven voltak ismertek, náci stílusú ezüst egyenruhát viseltek, jelvényükön, zászlójukon és egyenruhájukon egy vörös L betű  volt. Kék nyakkendőt, kék bársony nadrágot és felsőt viseltek. Scott Beekman életrajzíró megjegyezte, hogy Pelley "az egyik első amerikai volt, aki Adolf Hitler munkáját ünneplő szervezetet hozott létre".
Pelley beutazta az Egyesült Államokat, toborzógyűléseket, előadásokat és nyilvános beszédeket tartott. Ezüst Légiós fejezeteket alapított az ország legtöbb államában. A szervezet tagjai 1935-ben 15 000-re nőtt, 1938-ra pedig már 5 000 tag alá esett. Politikai ideológiája és a magazinjai és az újságai az antikommunizmusból, az antiszemitizmusból, a patriotizmusból, a korporativizmusból és az izolacionizmusból állt. Magazinjai és újságai közé tartozott a Liberation, a Pelley's Silvershirt Weekly, The Galilean, Silver Legion Ranger,  és a The New Liberator.

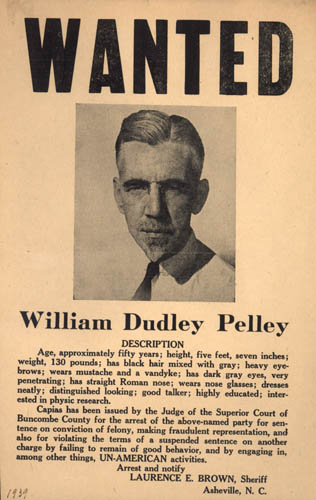
Pelley keresett posztere

A No More Hunger című könyvében radikálisan populista gazdaságpolitikát hirdetett, például a fehér állampolgárok évi 1000 dolláros egyetemes jövedelmét, a családi házak kivételével az öröklés tilalmát vagy a bérek évi 100 ezer dollárra való korlátozását. Azt gondolta hogy az afroamerikaiakat is körzetbe kellett volna helyezni, és kényszermunkára kellett volna kényszeríteni őket, a zsidókat pedig minden férfi sterilizálásával népirtással kellett volna végezni.
Pelley az 1930-as években vált leginkább ismertté. Sinclair Lewis megemlítette őt az It Can't Happen Here (1935) című regényében, amely egy fasiszta hatalomátvételről szól az Egyesült Államokban. Pelleyt a fiktív mozgalom vezetője fontos előfutáraként dicséri.
Pelley ellenezte Franklin D. Rooseveltet és a New Dealt, azt állítva, hogy része volt egy zsidó összeesküvésnek, amellyel az Egyesült Államok kormányát irányította. Pelley 1935-ben megalapította a Keresztény Pártot, 1936-ban pedig sikertelen elnökjelölti kampányt folytatott, mindössze 1600 szavazatot szerzett. Gyakran beszélt az Egyesült Államok alkotmányának védelméről, azt is javasolta, hogy az Egyesült Államokat válasszák vállalattá, amelyben minden fehér keresztény állampolgár részvényes legyen.
Annak ellenére, hogy szervezetén belül komoly pénzügyi és anyagi kudarcok következtek be, amelyek a hosszadalmas bírósági ügyek miatt következtek be, Pelley továbbra is szembenállt Roosevelttel, különösen mivel az Egyesült Államok, valamint a Japán Birodalom és a Nemzetiszocialista Németország közötti diplomáciai kapcsolatok az 1940-es évek elején feszültté váltak. Pelley azzal vádolta Rooseveltet, hogy háborút uszít, és az izolacionizmust hirdette. Roosevelt felkérte John Edgar Hoovert és az FBI-t, hogy nyomozzon Pelley ügyében. Ezt követően az FBI interjút készített Pelley újságjainak és magazinjainak előfizetőivel.
Bár a Pearl Harbor elleni támadás 1941. decemberében arra késztette Pelleyt, hogy oszlassa fel a Silver Legiont, de a Roll Call című magazinjában továbbra is támadta a kormányt, ami megriasztotta Rooseveltet, Francis Biddle főügyészt és a képviselőház Amerika ellenes tevékenységi bizottságát. Miután a Roll Call egyik számában kijelentette, hogy a csendes-óceáni flotta pusztítása Pearl Harborban nagyobb volt, mint amit a kormány állít, Pelley-t letartóztatták új hadműveleti bázisán, Noblesvilleben, és 1942 áprilisában 12 rendbeli lázadással vádat emeltek ellene. Vádat emeltek titkárnőjére, leendő feleségére, Agnes Marion Hendersonra, szerkesztőjére, Lawrence A. Brownra és kiadóvállalatára, a Fellowship Press, Incorporatedre is. Az egyik Pelley elleni vádat ejtették, de a többi 11 vádpontban elítélték, főként lázító kijelentések, valamint katonai toborzás akadályozása és a hadseregen belüli felkelés szítása miatt. Hendersont és Brownt minden vádpontban felmentették, kivéve a lázító összeesküvés vádját. A Fellowship Presst is bűnösnek találták. A bíró Pelley-t 15 év, Brownt öt év, Hendersont pedig két év felfüggesztett börtönbüntetésre ítélte. Ezenkívül 5000 dolláros bírságot szabott ki a Fellowship Pressre. Nyolc év letöltése után Pelleyt 1950 februárjában szabadlábra helyezték.

## Későbbi élete
Utolsó éveiben Pelley értékpapír csalás vádjával foglalkozott, amelyet akkor emeltek ellene, amikor még Ashevilleben élt.
Pelley feltételes szabadlábra helyezésének feltételeti kikötötték, hogy Indianában maradjon, és tartózkodjon minden politikai tevékenységtől. Kidolgozott egy vallási filozófiát Soulcraft néven az UFO-kba és földönkívüliekbe vetett hite alapján, és 1950-ben kiadta a Star Guests-t. Pelley 1965. június 30-án halt meg Noblesville-ben, Indiana államban.

## Filmográfia
- A Case at Law (1917)
- One-Thing-at-a-Time O'Day (1919)
- What Women Love (1920)
- The Light in the Dark (1922)
- Back Fire (1922)
- The Fog (1923)
- As a Man Lives (1923)
- Her Fatal Millions (1923)
- The Shock (1923)
- Ladies to Board (1924)
- The Sawdust Trail (1924)
- Torment (1924)
- The Ladybird (1927)
- The Sunset Derby (1927)
- Come Across (1929)
- Drag (1929)
- Courtin' Wildcats (1929)

## Fordítás
Ez a szócikk részben vagy egészben  a   William Dudley Pelley című angol Wikipédia-szócikk ezen változatának fordításán alapul.  Az eredeti cikk szerkesztőit annak laptörténete sorolja fel. Ez a jelzés csupán a megfogalmazás eredetét és a szerzői jogokat jelzi, nem szolgál a cikkben szereplő információk forrásmegjelöléseként.